# Inga punctata
Inga punctata är en ärtväxtart som beskrevs av Carl Ludwig von Willdenow. Inga punctata ingår i släktet Inga och familjen ärtväxter. IUCN kategoriserar arten globalt som livskraftig. Utöver nominatformen finns också underarten I. p. elongata.